# Rebecca Meyers
Rebecca Meyers (Baltimore, 20 de noviembre de 1994) es una nadadora paralímpica de los Estados Unidos. Ganó tres medallas de oro y una de plata en Río 2016. También fue miembro del equipo paralímpico de 2012 y ganó una medalla de plata y bronce en Londres. Rebecca Meyers también compitió en el Sordolimpiadas de Verano de 2009 que se celebró en Taiwán, que también es su única aparición en el Sordolimpiadas. También obtuvo una medalla de bronce en el evento de relevo de estilo libre de 4 × 200 m en las Sordolimpiadas de 2009.

## Biografía
Meyers tiene el síndrome de Usher y es sorda desde que nació. Desde que era joven, ha usado un implante coclear, un dispositivo electrónico que le permite escuchar. Meyers también ha perdido su visión debido a una enfermedad llamada retinitis pigmentaria (RP), y tiene un perro guía llamado Birdie, que la ayuda a transitar y desenvolverse por su entorno.
En 2015 y 2017, Meyers recibió el Premio ESPY a la mejor atleta femenina con discapacidad. Ganó una medalla de oro rompiendo un récord en los Juegos Paralímpicos de Verano 2016.
Creció en Baltimore, se graduó en la preparatoria Notre Dame y actualmente asiste a Franklin and Marshall College en Lancaster, Pensilvania. Es estudiante de Historia con especialización en Estudios de Discapacidad. Fue nadadora de clubes con Loyola Blakefield Aquatics durante once años. En 2012, se unió al North Baltimore Aquatic Club donde se formó Michael Phelps. Becca luego se cambió al Capital Swim Club de Nation ubicado en Bethesda, MD, donde entrena tutorizada por Bruce Gemmell, el entrenador de Katie Ledecky. Tiene múltiples récords mundiales en las clases S13 y S12.

## Palmarés
| Año  | Evento                                          | Lugar            | País               | Prueba                                      | Premio | Récord     | Ref.          |
| ---- | ----------------------------------------------- | ---------------- | ------------------ | ------------------------------------------- | ------ | ---------- | ------------- |
| 2019 | Campeonato del Mundo de Natación Paralímpica    | Londres          | Inglaterra         | 400 m estilo libre                          | oro    | mundial    | [ 13 ]        |
| 2019 | Campeonato del Mundo de Natación Paralímpica    | Londres          | Inglaterra         | 400 m estilo libre                          | oro    | nacional   | [ 13 ]        |
| 2019 | Campeonato del Mundo de Natación Paralímpica    | Londres          | Inglaterra         | 200 m medley individual                     | plata  | mundial    | [ 13 ]        |
| 2019 | Campeonato del Mundo de Natación Paralímpica    | Londres          | Inglaterra         | 200 m medley individual                     | plata  | nacional   | [ 13 ]        |
| 2019 | Campeonato del Mundo de Natación Paralímpica    | Londres          | Inglaterra         | 100 m estilo libre                          | bronce |            | [ 13 ]        |
| 2019 | Campeonato del Mundo de Natación Paralímpica    | Londres          | Inglaterra         | 100 m mariposa                              | bronce |            | [ 13 ]        |
| 2019 | Campeonato del Mundo de Natación Paralímpica    | Londres          | Inglaterra         | 50 m estilo libre                           |        | nacional   | [ 13 ]        |
| 2019 | Campeonato del Mundo de Natación Paralímpica    | Londres          | Inglaterra         | 100 m braza                                 |        | nacional   | [ 13 ]        |
| 2017 | Campeonato del Mundo de Natación Paralímpica    | Ciudad de México | México             | 400 m estilo libre                          | oro    |            | [ 14 ]        |
| 2017 | Campeonato del Mundo de Natación Paralímpica    | Ciudad de México | México             | 100 m mariposa                              | plata  |            | [ 14 ]        |
| 2017 | Campeonato del Mundo de Natación Paralímpica    | Ciudad de México | México             | 100 m estilo libre                          | plata  |            | [ 14 ]        |
| 2017 | Campeonato del Mundo de Natación Paralímpica    | Ciudad de México | México             | 100 m braza                                 | bronce |            | [ 14 ]        |
| 2015 | Campeonato del Mundo de Natación IPC            | Glasgow          | Escocia            | 200 m medley individual                     | oro    |            | [ 15 ] [ 16 ] |
| 2015 | Campeonato del Mundo de Natación IPC            | Glasgow          | Escocia            | 400 m estilo libre                          | oro    |            | [ 15 ] [ 16 ] |
| 2015 | Campeonato del Mundo de Natación IPC            | Glasgow          | Escocia            | 100 m mariposa                              | plata  |            | [ 15 ] [ 16 ] |
| 2015 | Campeonato del Mundo de Natación IPC            | Glasgow          | Escocia            | 200 m medley individual (clasificación S13) |        | mundial    | [ 15 ] [ 16 ] |
| 2015 | Campeonato del Mundo de Natación IPC            | Glasgow          | Escocia            | 400 m estilo libre (clasificación S13)      |        | mundial    | [ 15 ] [ 16 ] |
| 2014 | Campeonato Pan Pacífico de Natación Paralímpica | Pasadena         | Estados Unidos     | 100 m mariposa                              | oro    |            | [ 17 ] [ 18 ] |
| 2014 | Campeonato Pan Pacífico de Natación Paralímpica | Pasadena         | Estados Unidos     | 100 m estilo libre                          | oro    |            | [ 17 ] [ 18 ] |
| 2014 | Campeonato Pan Pacífico de Natación Paralímpica | Pasadena         | Estados Unidos     | 400 m estilo libre                          | oro    |            | [ 17 ] [ 18 ] |
| 2014 | Campeonato Pan Pacífico de Natación Paralímpica | Pasadena         | Estados Unidos     | 200 m medley individual                     | oro    |            | [ 17 ] [ 18 ] |
| 2014 | Campeonato Pan Pacífico de Natación Paralímpica | Pasadena         | Estados Unidos     | 100 m braza                                 | plata  |            | [ 17 ] [ 18 ] |
| 2014 | Campeonato Pan Pacífico de Natación Paralímpica | Pasadena         | Estados Unidos     | 50 m estilo libre                           | plata  |            | [ 17 ] [ 18 ] |
| 2014 | Campeonato Pan Pacífico de Natación Paralímpica | Pasadena         | Estados Unidos     | 200 m medley individual (clasificación S13) |        | mundial    | [ 17 ] [ 18 ] |
| 2014 | Campeonato Pan Pacífico de Natación Paralímpica | Pasadena         | Estados Unidos     | 400 m estilo libre (clasificación S13)      |        | mundial    | [ 17 ] [ 18 ] |
| 2013 | Campeonato del Mundo de Natación IPC            | Montreal         | Canadá             | 400 m estilo libre                          | oro    |            | [ 19 ]        |
| 2013 | Campeonato del Mundo de Natación IPC            | Montreal         | Canadá             | 200 m medley individual                     | oro    |            | [ 19 ]        |
| 2013 | Campeonato del Mundo de Natación IPC            | Montreal         | Canadá             | 100 m mariposa                              | plata  |            | [ 19 ]        |
| 2013 | Campeonato del Mundo de Natación IPC            | Montreal         | Canadá             | 100 m estilo libre                          | plata  |            | [ 19 ]        |
| 2011 | Tercer Campeonato Mundial de Natación de Sordos | Coímbra          | Portugal           | 200 m estilo libre                          | oro    |            | [ 20 ] [ 21 ] |
| 2011 | Tercer Campeonato Mundial de Natación de Sordos | Coímbra          | Portugal           | 400 m estilo libre                          | oro    |            | [ 20 ] [ 21 ] |
| 2011 | Tercer Campeonato Mundial de Natación de Sordos | Coímbra          | Portugal           | 800 m estilo libre                          | oro    | campeonato | [ 20 ] [ 21 ] |
| 2011 | Tercer Campeonato Mundial de Natación de Sordos | Coímbra          | Portugal           | 4x200 m estilo libre relevos                | oro    | mundial    | [ 20 ] [ 21 ] |
| 2009 | Sordolimpiadas                                  | Taipéi           | República de China | 4x200 m estilo libre relevos                | bronce | nacional   | [ 22 ]        |

## Premios y honores
2017:
- Premio ESPY a la mejor atleta femenina con discapacidad[23]
- Nominada a la Deportista del Año de la Fundación Deportiva de Mujeres[24]

2016 : 
- Premio Trischa Zorn presentado por USA Swimming[25]
- Finalista del equipo de EE. UU .: Atleta femenina de los Juegos Paralímpicos[26]
- Campeonatos de natación y buceo de la NCAA DIII: ocupó el sexto lugar en el estilo libre de 1650y; nombrado al equipo All-America[27]

2015 : 
- Premio ESPY a la mejor atleta femenina con discapacidad[28]
- Equipo USA Finalista de la Atleta Paralímpica del Año[29]

2011
- Deportista del Año de la USADF presentado por la Federación de Deportes de Sordos de EE. UU.[30]